# Góra Puławska
Góra Puławska – wieś w Polsce położona w województwie lubelskim, w powiecie puławskim, w gminie Puławy.
W latach 1975–1998 miejscowość administracyjnie należała do ówczesnego województwa lubelskiego.
Wieś stanowi sołectwo gminy Puławy. Według Narodowego Spisu Powszechnego z roku 2011 wieś liczyła 2090 mieszkańców.
Prywatna wieś szlachecka Góra, położona była w drugiej połowie XVI wieku w powiecie radomskim województwa sandomierskiego. Do 1954 roku siedziba gminy Góra Puławska. W latach 1954–1972 wieś należała i była siedzibą władz gromady Góra Puławska. Historycznie położona jest na ziemi sandomierskiej w Małopolsce.
W Górze Puławskiej działa klub piłkarski KS Góra Puławska, występujący obecnie w klasie okręgowej gr. Lublin.
Wieś jest siedzibą rzymskokatolickiej parafii św. Wojciecha.

## Położenie geograficzne

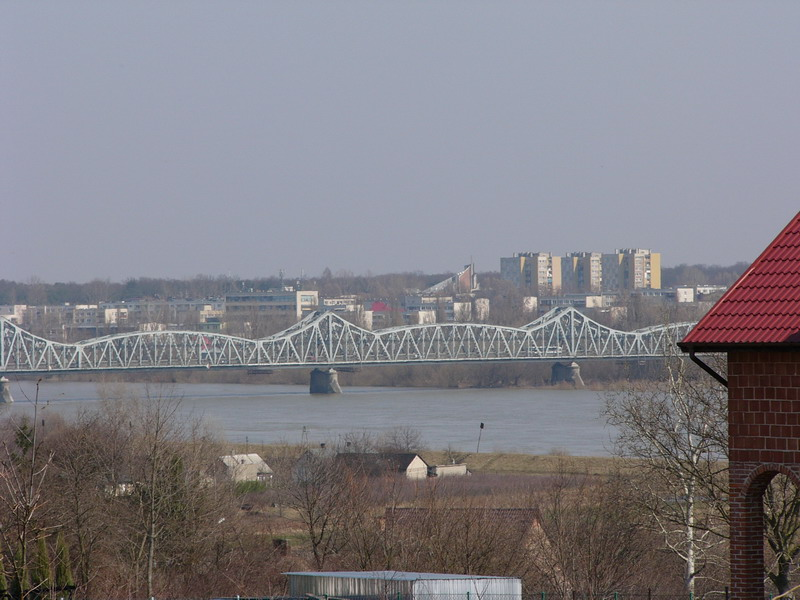
Widok na most i Puławy

Góra Puławska leży w zachodniej części województwa lubelskiego, na granicy oddzielającej Wyżynę Lubelską od Niziny Mazowieckiej, nad lewym brzegiem Wisły. Wieś położona jest 3 km od Puław, 8 km od Końskowoli, 54 km od Radomia, 48 km od Lublina i 110 km od Warszawy. Przez Górę Puławską przebiegała dawniej droga krajowa nr 12. Od momentu otwarcia nowego mostu na Wiśle drogą krajową został nowy odcinek obwodnicy Puław, a droga przebiegająca przez Górę Puławską straciła status drogi krajowej i obecnie jest drogą wojewódzką nr 874. W Górze Puławskiej krzyżuje się z drogami wojewódzkimi nr 738 i 743.

## Historia
Początki Góry Puławskiej sięgają przełomu XV i XVI wieku. Pierwotna nazwa tej miejscowości brzmiała Góra Lassoty. Mieszkał tu zapewne rycerz o imieniu Lasota, który jednak sprzedał lub przekazał część wsi dziedzicom pobliskiego Jaroszyna, Jarockim. W spisie podatkowym powiatu radomskiego z 1508 roku można znaleźć informację o tym, że dziedzicem części wsi był wówczas Jan Jarocki z Jaroszyna herbu Rawicz.
Po nim właścicielem został Mikołaj Jarocki, który w 1538 roku tytułował się dziedzicem Jaroszyna i Gór.
Następne informacje można odnaleźć w lustracji dóbr królewskich województwa sandomierskiego z 1564 roku. Wymienia się tam miejscowość Gora Jarosky w parafii Jaroszyn. W tym czasie miejscowość ta liczyła 3 łany obszaru, a płacono od nich 6 groszy podatku.
W końcu XVIII wieku Góra Puławska przeszła na własność Czartoryskich. W tym czasie wzrosła rola Góry Puławskiej, która leżała tuż przy Puławach, siedziby rodu. Tracił, jako ośrodek religijny pobliski Jaroszyn i właśnie do Góry Puławskiej przeniesiono kaplicę katolicką, na początku XVIII wieku zniszczoną przez wylewy Wisły. W 1781 roku z fundacji Augusta Aleksandra Czartoryskiego, wojewody ruskiego powstał w Górze Puławskiej istniejący do dziś kościół. Na początku XIX wieku dziedzicem tych dóbr był Adam Czartoryski, który brał udział w powstaniu listopadowym. Wyrokiem rosyjskiego sądu z 1832 roku folwark Nasiłów i wieś Góra Puławska przeszły pod władanie rządu Królestwa Polskiego, zarządzane przez Komisję Skarbu. W 1863 roku Górę Puławską i Nasiłów nadano generałowi – majorowi Reinthalowi. Dochód tych folwarków wyceniono na 1500 rubli rocznie, a liczyły sobie 2192 morgi. Dobra te stanowiły majorat rządowy, czyli dobra nie podlegające podziałowi ani sprzedaży. W 1867 roku ustanowiono gminę Góra Puławska w powiecie kozienickim w guberni radomskiej. Tu też mieściła się siedziba urzędu gminy.
Według opisu wsi ze Słownika Geograficznego Królestwa Polskiego z 1882 roku wieś liczyła 54 domy i 462 mieszkańców. Na przełomie XIX i XX wieku część ziemi rządowej została wyprzedana okolicznym mieszkańcom i w ten sposób powstała osada Góra Puławska Kolonia. Po odzyskaniu niepodległości nadal istniała gmina Góra Puławska oraz powiat kozienicki, od 1919 roku należący do województwa kieleckiego. Dawna ziemia carska stała się własnością rządu polskiego. W latach 1919–1921 proboszczem w Górze Puławskiej był ks. dr Władysław Chrzanowski, który jednocześnie pełnił funkcje posła na Sejm Ustawodawczy, pierwszy po ponad stu latach nieistnienia państwowości polskiej. W tym czasie zabiegał i to skutecznie o parcelację byłego majątku carskiego, wskutek czego część gruntów otrzymali małorolni i bezrolni, a część Instytut Agronomiczny w Puławach, a także o budowę nowej przeprawy przez Wisłę (zachowanej do dziś).
Pierwszy spis powszechny z 1921 roku wykazywał, że w Górze Puławskiej znajdowało się 155 domów i 929 mieszkańców. Prawie wszyscy mieszkańcy byli Polakami i katolikami, jednak mieszkała tu również grupa Żydów licząca 41 osób.
W okresie międzywojennym miejscowość była siedzibą urzędu gminy, ale też ważnym ośrodkiem handlu i usług. Po II wojnie światowej wieś straciła na znaczeniu z powodu zniszczeń wojennych i wysiedleń ludności. Obecnie wieś liczy ponad 2000 mieszkańców.

## Zabytki

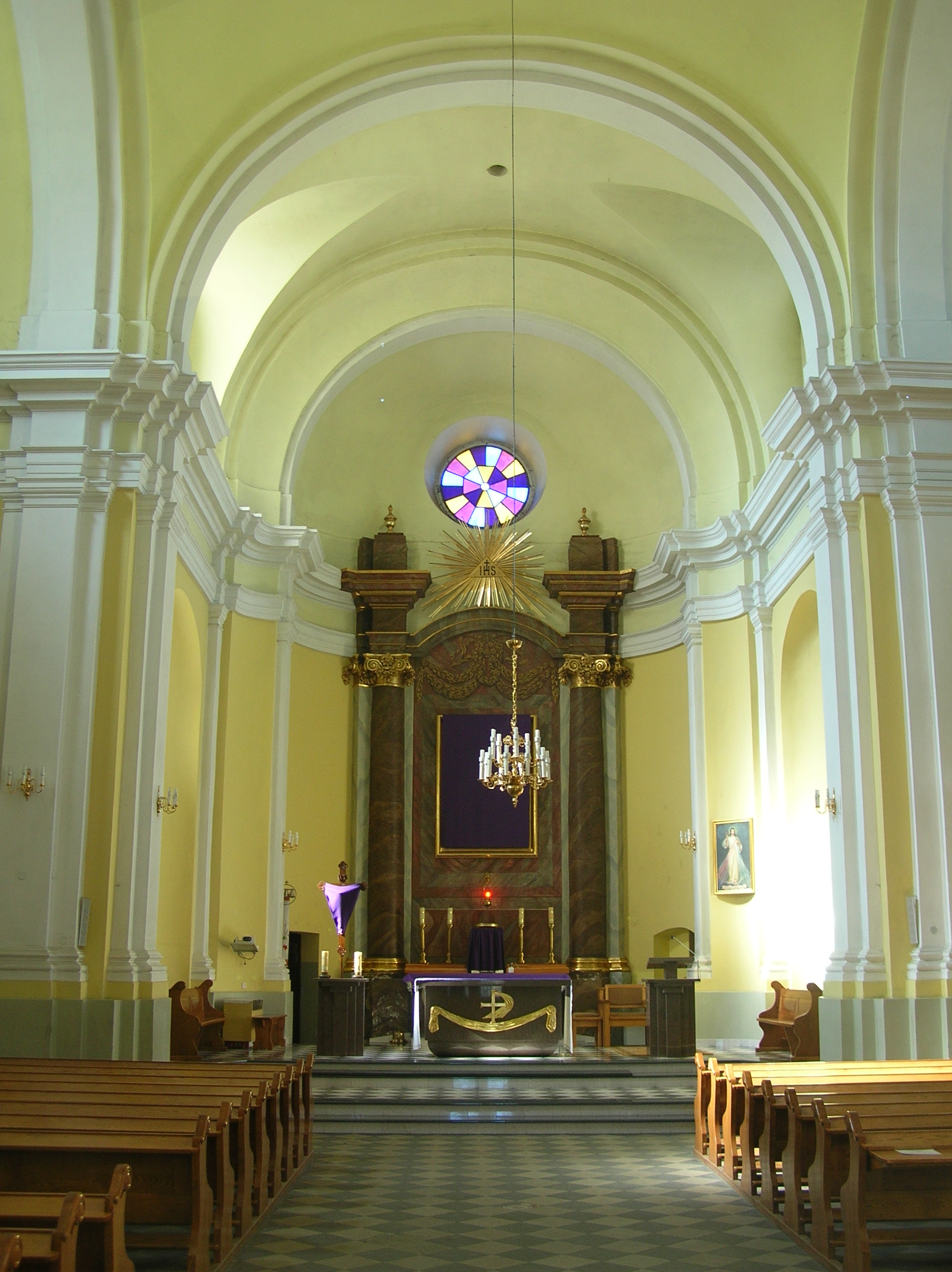
Wnętrze kościoła pw. św. Wojciecha

Tradycja spisana w XVII wieku podaje, że św. Wojciech około 995 roku, płynąc Wisłą z Krakowa do Gdańska, by szerzyć wiarę chrześcijańską wśród pogańskich Prusów, zatrzymał się w Jaroszynie i odprawił tam Mszę świętą. Na pamiątkę wzniesiono tam kościół pod wezwaniem św. Wojciecha. Podczas wylewów rzeka zniszczyła świątynię i w roku 1687, jej resztki przeniesiono w inne miejsce, stawiając drewnianą kaplicę. Jednak i ta stała się ofiarą Wisły. Następna kaplica stanęła w Górze Jaroszyńskiej (dziś Góra Puławska) i przetrwała 30 lat. Na jej miejscu w latach 1767–1781 wystawiono obecny kościół, ufundowany przez księcia Augusta Aleksandra Czartoryskiego. Na patrona świątyni obrano św. Wojciecha. Kościół konsekrował 7 czerwca 1885 roku ks. bp Sotkiewicz, sufragan sandomierski.
- dzwonnica murowana z końca XVIII w.
- plebania murowana z końca XVIII w.
- cmentarz kościelny otoczony murowanym ogrodzeniem z dwoma klasycystycznymi bramkami.
- ruiny Dworku Myśliwskiego, zniszczonego podczas II wojny światowej.